# Gufufjörður
Gufufjörður (in lingua islandese: Fiordo di gufu) è un fiordo situato nel settore nordoccidentale dell'Islanda.

## Descrizione
Gufufjörðurè uno dei fiordi meridionali della regione dei Vestfirðir. È situato nella contea di Austur-Barðastrandarsýsla. È una delle due diramazioni del Þorskafjörður; l'altra è il Djúpifjörður situato a est. Ha una larghezza di 1 km penetra per circa 4 km nell'entroterra.
La profondità di questo breve fiordo è così bassa che può essere assimilato a una piana di marea. Nella parte terminale diventa estremamente fangoso.
Skálanes separa il Gufufjörður da Kollafjörður a ovest, mentre il promontorio di Grónes separa Gufufjörður e Djúpafjörður a est.

## Storia
Secondo la tradizione il Gufufjörður avrebbe preso il nome da Ketil gufu Örlygsson, un colono che viveva nella valle Gufudalur nel fondo del fiordo. Il professor Þórhallur Vilmundarson, in un articolo sulla rivista Grímni, afferma che Gufufjörður e altri nomi di luoghi associati a Katli gufu hanno in realtà spiegazioni diverse e fa notare che il vapore che si trova spesso sopra il fango sulla riva del Gufufjörður, è dovuto all'evaporazione delle argille.

## Vie di comunicazione
La strada S60 Vestfjarðavegur corre lungo la sua sponda occidentale, ma in questa zona non è asfaltata. Sono in corso valutazioni per migliorare e accorciare il percorso in questo settore.